# Onur Kıntaş
Onur Kıntaş (* 1. Januar 1992 in Muğla) ist ein türkischer Fußballspieler, der für Batman Petrolspor spielt.

## Karriere
Kıntaş startete seine Vereinsfußballkarriere 2002 in der Jugend vom Marmaris Belediye GSK. Nachdem dieser Verein aufgrund finanzieller Probleme geschlossen worden war, wechselte er in die Jugend von Konyaspor. Nach einem Jahr verließ er Konyaspor und wechselte in die Jugendabteilung von Karşıyaka SK. Im Sommer 2012 wurde er hier mit einem Profivertrag ausgestattet und anschließend an den Viertligisten Bingöl Belediyespor ausgeliehen.
Im Sommer 2013 kehrte er zum türkischen Zweitligisten Karşıyaka SK und gab hier am ersten Spieltag der Saison 2013/14 sein Debüt in der TFF 1. Lig. Nach einer Saison verließ er diesen Verein und heuerte bei Batman Petrolspor an.